# Marek Trzciński
Marek Trzciński (ur. 22 kwietnia 1958 w Zduńskiej Woli) – polski przedsiębiorca, inżynier elektronik i polityk, doktor nauk o kulturze fizycznej, senator VII kadencji.

## Życiorys
W 1983 ukończył studia w Instytucie Cybernetyki Technicznej na Wydziale Elektroniki Politechniki Wrocławskiej. Ukończył także studia podyplomowe na tym samym wydziale w zakresie projektowania mikroprocesorów (1984) oraz w Poznańskiej Szkole Menedżerów (1990). W 1990 uzyskał stopień doktora nauk o kulturze fizycznej (ze specjalnością w zakresie biomechaniki) na Akademii Wychowania Fizycznego we Wrocławiu.
W latach 1983–1990 pracował na wrocławskiej AWF. W 1990 zajął się prowadzeniem własnej działalności gospodarczej. Założył spółkę akcyjną Budvar Centrum, notowaną później na Giełdzie Papierów Wartościowych w Warszawie. Dwukrotnie był prezesem jej zarządu. Pełnił funkcję przewodniczącego rad społecznych zakładów opieki zdrowotnej w Zduńskiej Woli i Sieradzu.
Był radnym Zduńskiej Woli (2002–2006), w 2006 został wybrany do sejmiku łódzkiego. W wyborach parlamentarnych w 2007 z listy Platformy Obywatelskiej uzyskał mandat senatora VII kadencji w okręgu sieradzkim, otrzymując 100 704 głosy. Był zastępcą przewodniczącego senackiej Komisji Gospodarki Narodowej oraz członkiem Komisji Ustawodawczej i Komisji Budżetu i Finansów Publicznych. Pod koniec kadencji należał do koła senackiego Obywatele do Senatu. Był kandydatem komitetu wyborczego wyborców Unia Prezydentów – Obywatele do Senatu w wyborach parlamentarnych w 2011 (nie uzyskał reelekcji). W kolejnych latach nie prowadził działalności politycznej. W 2024 startował do sejmiku z ramienia Trzeciej Drogi.